# SMS Nassau
El SMS Nassau fue el primer acorazado dreadnought construido para la Marina Imperial alemana, como respuesta al lanzamiento del acorazado británico HMS Dreadnought. Su puesta de quilla fue el 22 de julio de 1907 en el Kaiserliche Werft de Wilhelmshaven, y se botó menos de un año después, el 7 de marzo de 1908, aproximadamente 25 meses después del Dreadnought. Fue el buque líder de su clase formada por cuatro acorazados, que incluían el Posen, el Rheinland y el Westfalen.
El Nassau empezó su servicio en el mar del Norte, al inicio de la Primera Guerra Mundial, en la II división de la I escuadra de combate de la Hochseeflotte. En agosto de 1915, entró al mar Báltico y participó en la batalla del golfo de Riga, donde se enfrentó al acorazado ruso 
Slava. Siguiendo su regreso hacia el mar del Norte, el Nassau y sus barcos hermanos participaron en la batalla de Jutlandia, desde el 31 de mayo hasta el 1 de junio de 1916, donde colisionó con el acorazado británico HMS Spitfire. Como consecuencia de la contienda, el Nassau sufrió un total de once muertes y dieciséis heridos.
Después de la Primera Guerra Mundial, la mayor parte de la Hochseeflotte fue internada en Scapa Flow. Como eran los acorazados dreadnought alemanes más antiguos, se les permitió a la clase Nassau permanecer durante un tiempo en los puertos alemanes. Después del hundimiento de la flota alemana en Scapa Flow, el Nassau y sus tres buques hermanos se rindieron ante los Aliados como reemplazos de los barcos hundidos. En consecuencia, fue cedido a Japón en abril de 1920, y al no sacarle uso, este lo vendió a una empresa británica de desguace que luego lo llevó a efecto en Dordrecht (Países Bajos).

## Descripción

Dibujo de un acorazado clase Nassau que muestra la disposición de la batería principal.

El diseño de la clase Nassau comenzó a finales de 1903 durante la carrera armamentística naval anglo-germánica; en ese momento, los acorazados de las armadas extranjeras habían comenzado a llevar armamento secundario cada vez más pesado, los barcos americanos e italianos contaban con cañones de 20,3 cm mientras que los británicos de 23,4 cm, lo que superaba a los anteriores acorazados alemanes de la clase Deutschland que contaban con armas secundarias de 17 cm. Los diseñadores alemanes inicialmente consideraron barcos equipados con cañones secundarios de 21 cm, pero informes erróneos de principios de 1904 comunicaron que los acorazados británicos de la clase Lord Nelson irían equipados con una batería secundaria de cañones de 25,4 cm, lo que los llevó a considerar una nave aún más poderosa armada con un armamento pesado que constaba de ocho cañones de 28 cm. Durante los próximos dos años, en la misma época en la que el Reino Unido había lanzado el acorazado HMS Dreadnought equipado con un armamento pesado, el diseño se perfeccionó en un buque más grande con doce de los cañones.
El Nassau contaba con 146,1 m de eslora, 26,9 m de manga y 8,9 m de calado, y desplazaba 18 873 t con una carga estándar y 20 535 t a plena carga. La tripulación del buque estaba compuesta por 40 oficiales y 968 hombres. El Nassau debía su movimiento a tres hélices, movidas por otras tantas máquinas de vapor de triple expansión con doce calderas de tubos de agua de carbón en lugar de motores de turbina más avanzados. Su sistema de propulsión tenía una potencia de 21 699 ihp (16 181 kW) y proporcionaba una velocidad máxima de 20 nudos (37 km/h). Tenía una autonomía de 8300 millas náuticas a una velocidad de 12 nudos. Este tipo de maquinaria se eligió a petición tanto del almirante Alfred von Tirpitz como del departamento de construcción de la Armada; este último declaró en 1905 que «el uso de turbinas en buques de guerra pesados no era recomendable». Esta decisión se basó únicamente en el coste: en ese momento, Parsons tenía el monopolio de las turbinas de vapor y requería una tasa de regalías de 1 millón de marcos de oro por cada turbina fabricada. Las empresas alemanas no estuvieron preparadas para comenzar la producción de turbinas a gran escala hasta 1910.
El Nassau portaba una batería principal con doce cañones de 28 cm SK L/45 dispuestos en una inusual configuración hexagonal. Su armamento secundario consistía en doce cañones de 15 cm SK L/45 y dieciséis de 8,8 cm SK L/45, todos ellos montados en casamatas. El barco además contaba con seis tubos lanzatorpedos sumergidos de 45 cm, uno montado en la proa, otro en la popa y dos en cada costado, en ambos extremos del bulge antitorpedo. El cinturón del barco era de 270 mm de espesor en la parte central y la cubierta blindada de 80 mm. Las torretas principales tenían 280 mm de espesor, y la torre de mando estaba protegida con 400 mm de blindaje.

## Historial de servicio

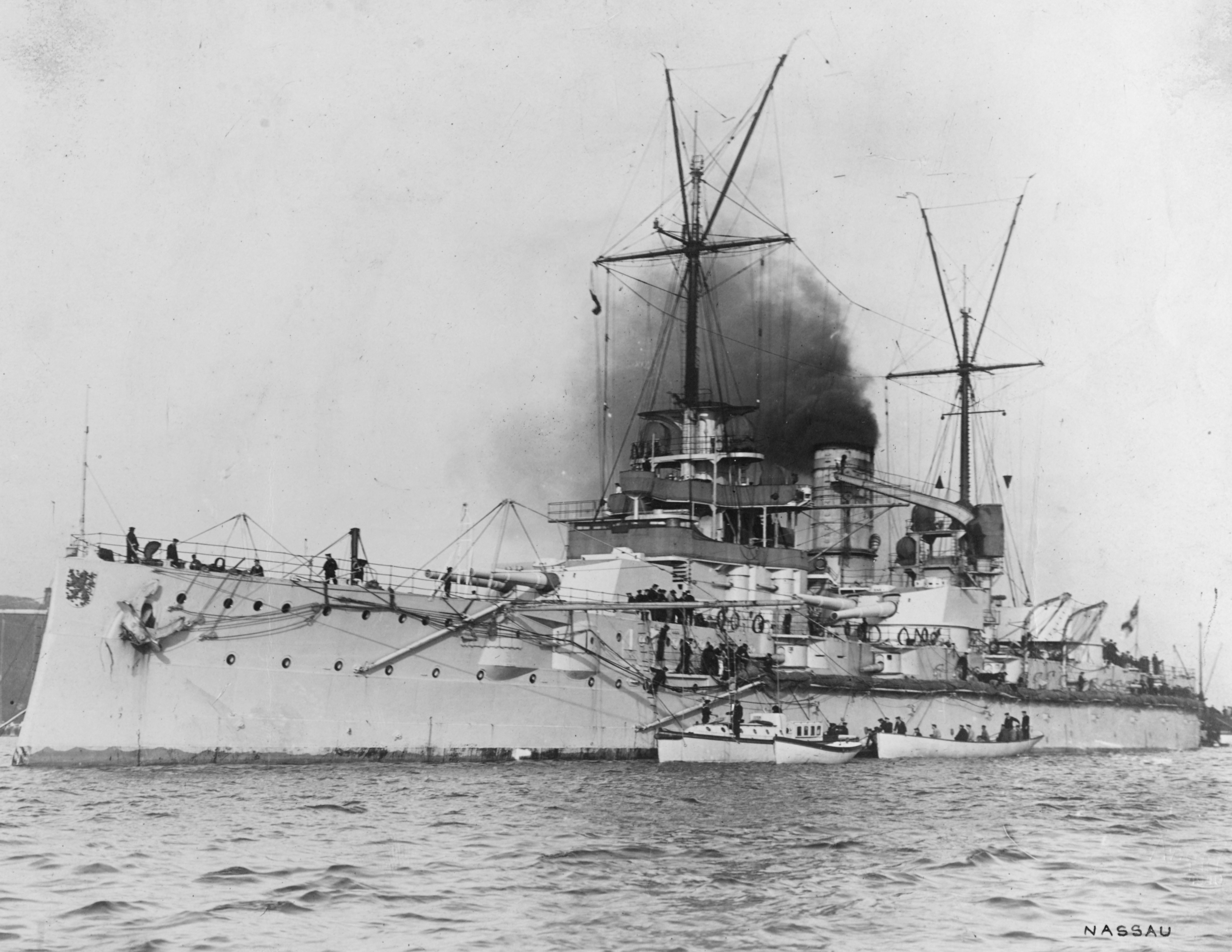
El Nassau al principio de su carrera, c. 1909-1910.

El Nassau fue ordenado con el nombre provisional de Ersatz Bayern, como reemplazo del antiguo acorazado Bayern de la clase Sachsen. Su puesta de quilla fue el 22 de julio de 1907 en el Kaiserliche Werft de Wilhelmshaven, bajo el número de construcción 30. Los trabajos de construcción se llevaron en absoluto secreto; destacamentos de soldados se encargaron de vigilar el propio astillero, así como contratistas que suministraban materiales de construcción, como Krupp. El barco se botó el 7 de marzo de 1908; fue bautizado por la princesa Hilda de Nassau, y a la ceremonia asistieron el emperador Guillermo II de Alemania y el duque Enrique de los Países Bajos, en representación de la Casa de Orange-Nassau de su esposa.

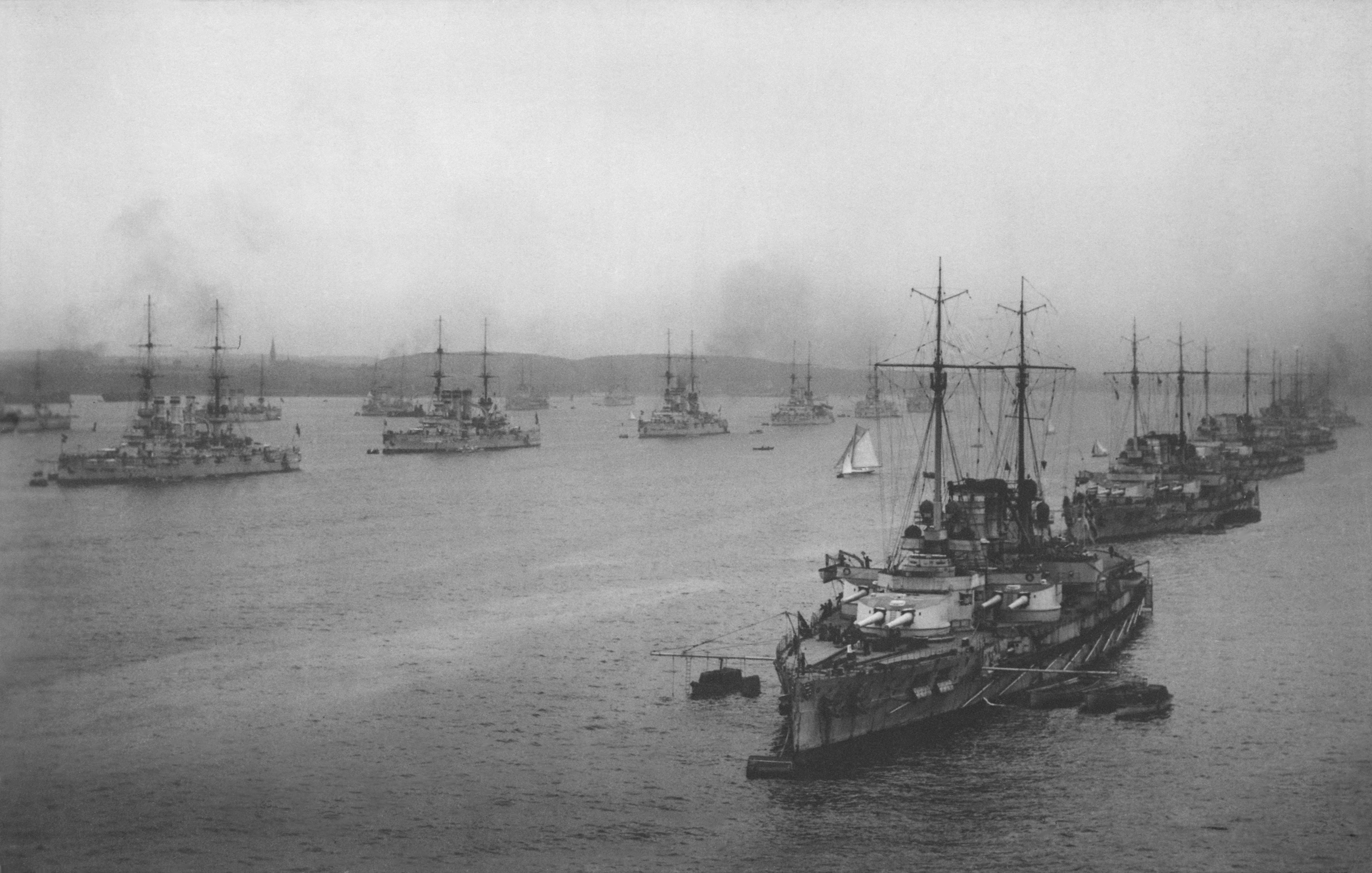
El Nassau y el resto de la I escuadra de combate en Kiel antes de la guerra.

Los trabajos de acondicionamiento se retrasaron significativamente cuando un trabajador del astillero extrajo accidentalmente una placa obturadora de una tubería grande, lo que permitió que una cantidad significativa de agua inundara el barco, y en consecuencia, al no tener los mamparos estancos instalados, esta se extendió por todo el barco y provocó que se inclinara a babor y se hundiera 1,6 m hasta el fondo del muelle. Finalmente el acorazado tuvo que ser bombeado y limpiado, lo que resultó una tarea costosa. La construcción del barco terminó a finales de septiembre de 1909, y el 1 de octubre de 1909 fue comisionado en la Hochseeflotte y comenzó sus pruebas de mar inmediatamente. El HMS Dreadnought, el barco que incitó a los alemanes a construir el Nassau, fue botado el 2 de febrero de 1906, 25 meses antes que este último.
El 16 de octubre de 1909, el Nassau y su buque hermano Westfalen participaron en una ceremonia para la apertura del nuevo tercer canal en el Astillero Naval de Wilhelmshaven, además participaron en las maniobras anuales de la Hochseeflotte en febrero de 1910 mientras aún estaban en pruebas. El Nassau finalizó sus pruebas el 3 de mayo y se unió a la recién creada I escuadra de combate de la Hochseeflotte. Durante los cuatro próximos años, el buque participó participó en maniobras navales regulares y en cruceros de entrenamiento. La única excepción fue el crucero de entrenamiento de verano de 1912 cuando, debido a la crisis de Agadir, el buque solamente se dirigió al Báltico. El 14 de julio de 1914, el crucero anual hacia Noruega comenzó, pero debido a la amenaza de guerra, el káiser Guillermo II lo canceló después de dos semanas, y en consecuencia, a fines de julio, la flota estaba de regreso al puerto. La guerra entre el Imperio austrohúngaro y el Serbia empezó el 28 de ese mismo mes, y en el lapso de una semana todas las principales potencias europeas se habían unido al conflicto.

### Primera Guerra Mundial
El Nassau participó en la mayoría de los avances de la flota en el mar del Norte durante la guerra. La primera operación se llevó a cabo principalmente por los cruceros del almirante Franz von Hipper; los barcos bombardearon las ciudades costeras inglesas de Scarborough, Hartlepool y Whitby del 15 al 16 de diciembre de 1914. Una escuadra alemana formada por doce dreadnoughts —incluido el Nassau— y ocho pre-dreadnoughts navegaron para apoyarlos. En la noche del 15 de diciembre, pasaron a menos de 10 millas náuticas (19 km) de una aislada escuadra inglesa compuesta por seis acorazados. Las escaramuzas en la oscuridad de la noche entre las respectivas flotas llevaron al almirante alemán, Friedrich von Ingenohl, a creer erróneamente que se enfrentaba a toda la Gran Flota. En consecuencia, bajo órdenes del káiser para no perder la escuadra, von Ingenohl canceló el combate y ordenó la retirada de la flota a Alemania.

#### Batalla del golfo de Riga

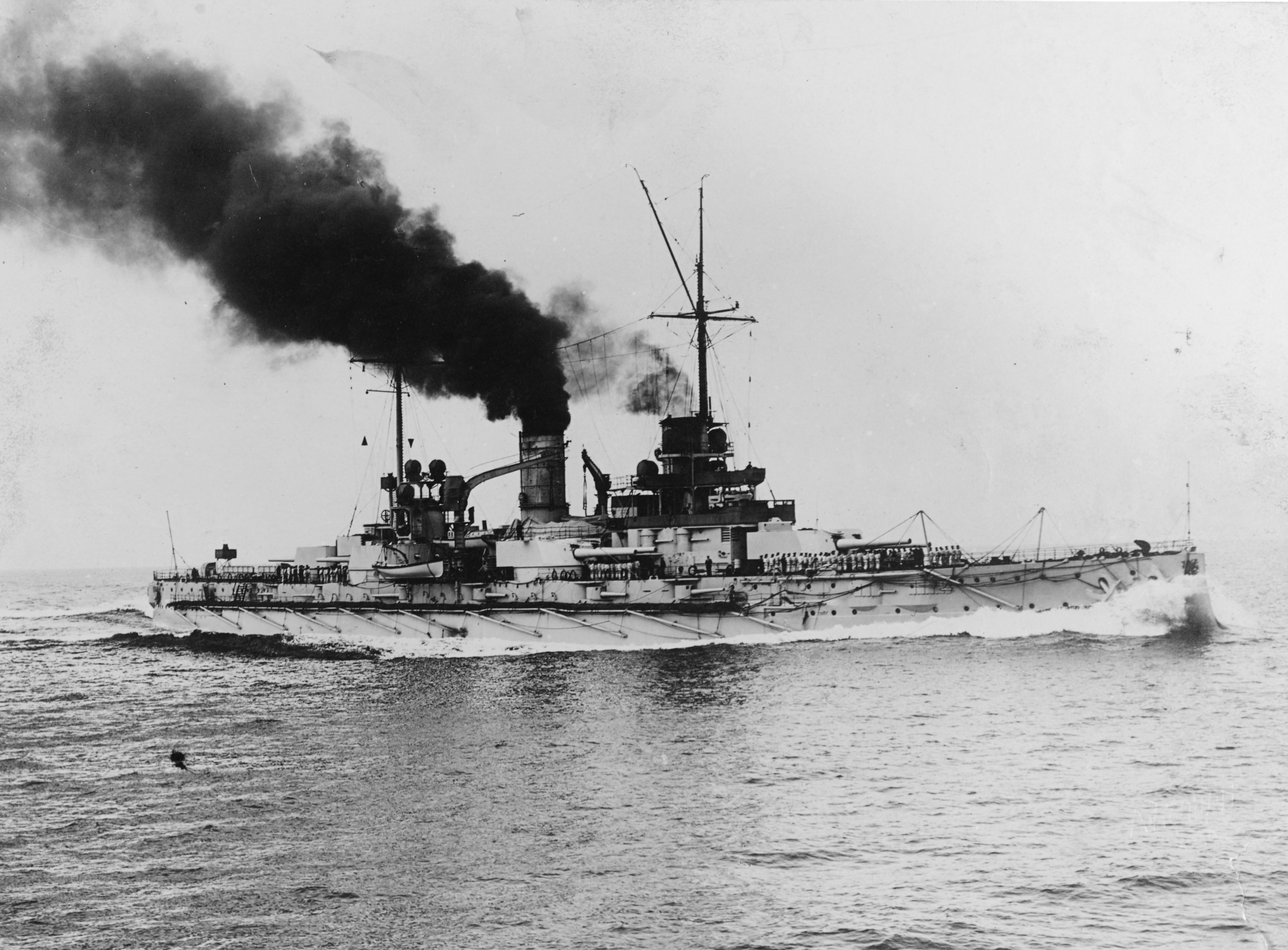
El Nassau en marcha.

En agosto de 1915, la armada alemana intentó limpiar el golfo de Riga para facilitar la captura de la ciudad homónima por el Ejército Imperial Alemán. Para lograrlo, los planificadores alemanes tenían la intención de expulsar o destruir las fuerzas navales rusas en el área, que incluían el acorazado pre-dreadnought Slava y una serie de cañoneras y destructores. La fuerza naval alemana también colocaría minas marinas en el acceso norte del golfo para evitar que los refuerzos navales rusos pudieran ingresar al lugar. La flota convocada al asalto, que operaría bajo el mando del vicealmirante Franz von Hipper, incluía al Nassau y a sus tres buques hermanos, los cuatro acorazados de la clase Helgoland, y los cruceros de batalla Von der Tann, Moltke y Seydlitz. Los ocho acorazados debían proporcionar cobertura a las fuerzas que se enfrentaban a la flotilla rusa. El primer intento se realizó el 8 de agosto, pero resultó infructuoso, ya que se tardó mucho en limpiar los campos de minas rusos para permitir que el minador Deutschland sembrara el suyo.
El 16 de agosto de 1915, se realizó un segundo intento para entrar al golfo: el Nassau y el Posen, cuatro cruceros ligeros y treinta y un torpedos  lograron romper las defensas rusas. El primer día del asalto, el dragaminas alemán T 46 fue hundido, al igual que el destructor V 99. Al día siguiente, el Nassau y el Posen entablaron un duelo de artillería con el Slava, en el que este último recibió tres impactos que le obligaron retirarse. El 19 de agosto, los alemanes consiguieron limpiar los campos de minas rusos, y en consecuencia, la flotilla accedió al golfo. Sin embargo, informes de submarinos aliados en el área llevó a los alemanes a suspender la operación al día siguiente.  El Nassau y el Posen permanecieron en el golfo hasta el 21 de agosto, y mientras estaban en el lugar, ayudaron en la destrucción de los cañoneros Sivuch y Korietz. El almirante Hipper más tarde comentó lo siguiente:

Mantener barcos valiosos durante un tiempo considerable en un área limitada en la que los submarinos enemigos estaban cada vez más activos, con el correspondiente riesgo de daños y pérdidas, era entregarse a una apuesta desproporcionada con respecto a la ventaja que se derivaría de la ocupación del golfo antes de la captura de Riga desde tierra.

#### Batalla de Jutlandia

Mapas que muestran las maniobras de las flotas inglesas (azules) y alemanas (rojo) el 31 de mayo al 1 de junio de 1916.

El Nassau participó en la inconclusa batalla de Jutlandia del 31 de mayo al 1 de junio de 1916, en la II división de la I escuadra de combate. Durante la mayor parte de la batalla, la I escuadra de batalla formó el centro de la línea de batalla, atrás de la III escuadra de batalla del almirante Behncke, y seguida por los anticuados pre-dreadnoughts de la II escuadra de batalla del almirante Mauve. El Nassau era el tercer barco de un grupo de cuatro, por detrás del Rheinland y por delante del Westfalen; el Posen era el buque insignia de la escuadra. Cuando la noche cayó, la flota alemana se reorganizó, pero el orden de los barcos se invirtió involuntariamente, por lo que el Nassau pasó a ser el segundo barco en la línea, por detrás del Westfalen.
Entre las 17:48 y las 17:52, once dreadnoughts alemanes, incluido el Nassau, se enfrentaron y abrieron fuego contra la 2ª escuadra inglesa de cruceros ligereses; el objetivo del Nassau era el crucero Southampton. Se cree que el Nassau impactó a este último, aproximadamente a las 17:50 a una distancia de 18 400 m, poco después de que comenzara a disparar. El proyectil impactó oblicuamente en el babor de la embarcación, sin causar daños significativos. El Nassau entonces movió sus armas hacia el crucero Dublin; los disparos cesaron a las 18:10. A las 19:33, el Nassau entró al alcance del acorazado británico Warspite, y en consecuencia, sus cañones principales dispararon brevemente, pero después del giro de 180 grados de la flota alemana, el barco británico ya no estaba a su alcance.
El Nassau y el resto de la I escuadra fueron nuevamente atacados por fuerzas ligeras británicas poco después de las 22:00, incluidos los cruceros ligeros Caroline, Comus y Royalist. El Nassau siguió al Westfalen en un giro de 68° a estribor para evadir cualquier torpedo que pudiera haber sido disparado. Entonces, los dos barcos dispararon contra el Caroline y el Royalist a un rango de alrededor de 7300 m. Los barcos británicos, tras una breve maniobra evasiva, partieron para lanzar torpedos. El Caroline disparó dos al Nassau, el primero pasó cerca de su proa y el segundo pasó por debajo del barco sin explotar.

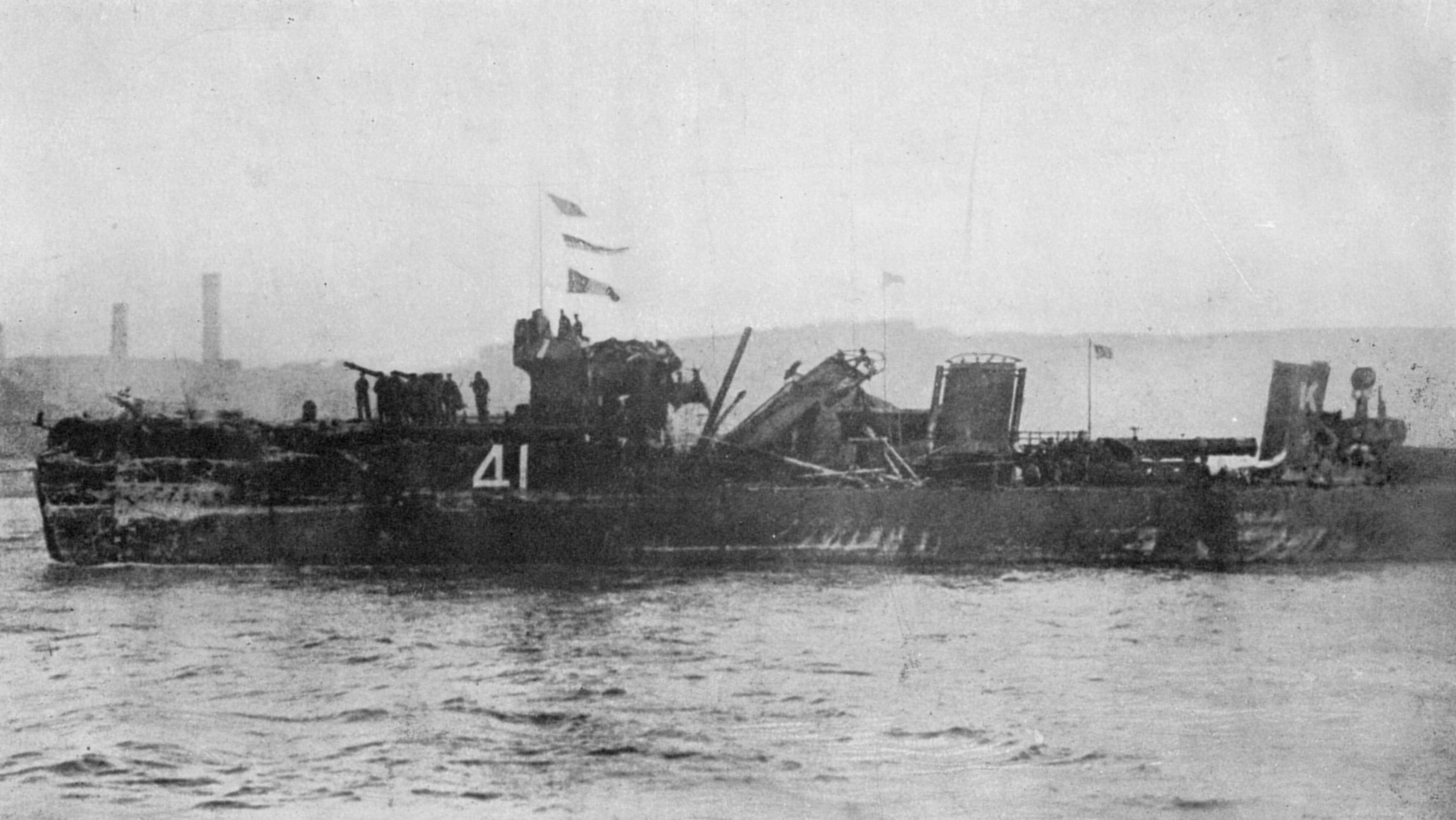
El HMS Spitfire después de ser embestido por el Nassau.

Alrededor de la medianoche del 1 de junio, la flota alemana intentaba pasar por detrás de la Gran Flota inglesa cuando se encontró con una línea de destructores británicos. El Nassau se topó con el destructor Spitfire y, en medio de la confusión, intentó embestirlo, por lo que este último trato de evadirlo, pero no pudo maniobrar lo suficientemente rápido, y en consecuencia, las dos naves chocaron. El Nassau disparó sus cañones delanteros de 28 centímetros contra el destructor, pero no pudieron bajar las armas lo suficiente como para impactarle; sin embargo, el estallido de las armas destruyeron el puente de mando del Spitfire. En ese momento, este último pudo separarse del Nassau, y se llevó consigo una porción de seis metros de la coraza lateral del acorazado enemigo. La colisión inhabilitado una de los caños de 15 cm del Nassau, y dejó una abertura de 3.5 m por encima de la línea de flotación; esto redujo la velocidad del barco a 15 nudos (28 km/h) hasta que pudo ser reparado. Durante la confusa acción, los destructores británicos alcanzaron al Nassau con dos proyectiles de 10 cm, que dañaron sus reflectores e infligieron bajas menores.
Poco después de las 01:00, el Nassau y el Thüringen se encontraron con el crucero acorazado británico Black Prince. El Thüringen fue el primero en abrir fuego y golpeó al acorazado enemigo con un total de 27 proyectiles de gran calibre y 24 proyectiles de su batería secundaria. Entonces, el Nassau y el Ostfriesland se unieron a la contienda, seguido por el Friedrich der Große. El intenso fuego inutilizó rápidamente al crucero británico y le prendió fuego; después de una tremenda explosión, se hundió, y en consecuencia, se llevó consigo a toda su tripulación. El hundimiento del Black Prince estaba justo en la ruta del Nassau; para evitar la colisión, el barco tuvo que girar bruscamente hacia la III escuadra de batalla. Tras esto, el Nassau se vio obligado a retroceder a toda velocidad para evitar una colisión con el Kaiserin. Finalmente se quedó atrás entre los pre-dreadnoughts Hessen y Hannover. Alrededor de las 03:00, varios destructores británicos intentaron realizar otro ataque con torpedos contra la línea alemana. Aproximadamente a las 03:10, tres o cuatro destructores aparecieron desde la oscuridad hacia babor del Nassau; en un rango de entre 5000 m a 4000 m, disparó brevemente contra los barcos antes de girar 90° para evitar torpedos.
Después de su regreso a aguas alemanas sin más encuentros, el Nassau, sus buques hermanos Posen y Westfalen, y los acorazados de clase Helgoland Helgoland y Thüringen, tomaron posiciones defensivas en la rada de Jade durante la noche. En el transcurso de la batalla, el Nassau fue alcanzado dos veces por proyectiles secundarios, aunque estos impactos no causaron daños significativos, sufrió pérdidas de once hombres muertos y dieciséis hombres heridos y disparó 106 proyectiles de la batería principal y 75 disparos de sus armas secundarias. Las reparaciones se completaron rápidamente y el Nassau regresó con la flota el 10 de julio de 1916.

#### Operaciones posteriores

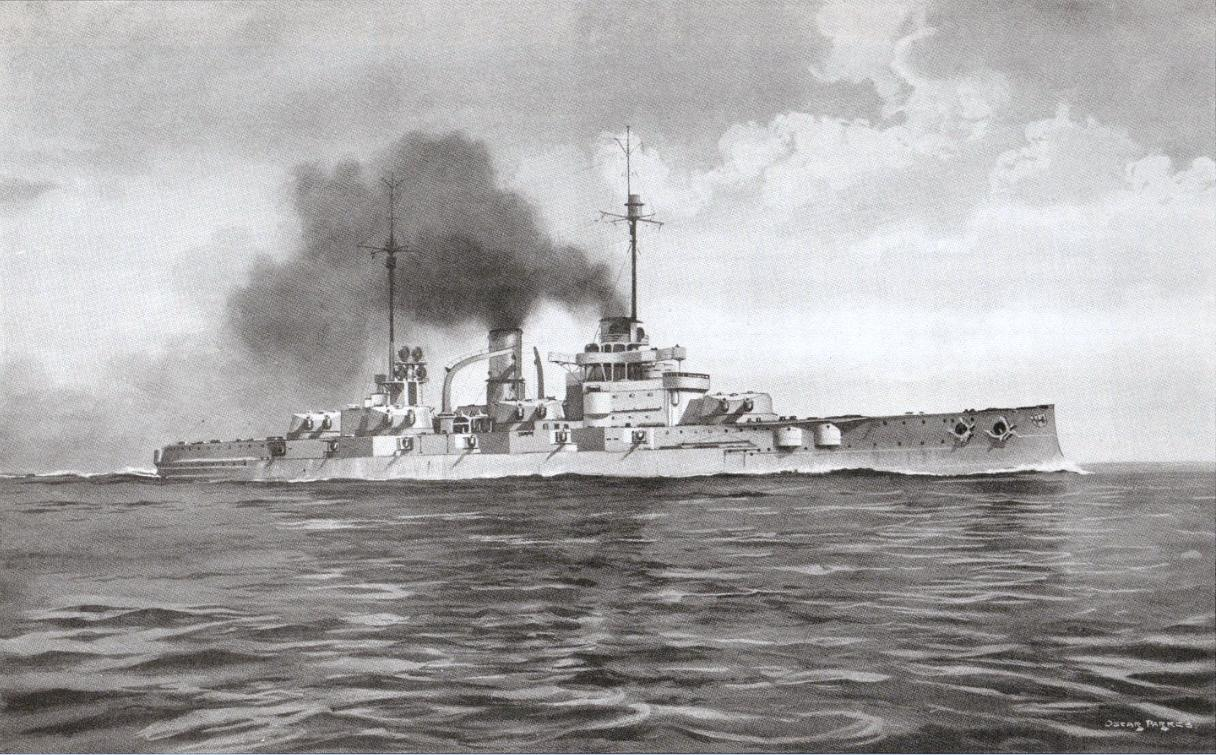
Un dibujo de reconocimiento del Nassau elaborado por el departamento de inteligencia de la Royal Navy que se distribuyó a la flota en 1918.

Después de la batalla de Jutlandia, la flota alemana realizó otro avance del 18 al 20 de agosto de 1916, en el que tenían planeado bombardear la ciudad costera de Sunderland (Reino Unido) con los cruceros de batalla del I Grupo de Reconocimiento en un intento de sacar y destruir los cruceros de batalla de Beatty. Como solo dos de los cuatro cruceros de batalla alemanes estaban todavía en condiciones de combate, se asignaron tres acorazados al Grupo de Exploración para la operación: el Markgraf, el Großer Kurfürst y el recién comisionado Bayern. La Hochseeflotte, incluido el Nassau, seguiría detrás y proporcionaría cobertura. A las 06:00 del 19 de agosto, el submarino británico HMS E23 torpedeó al Westfalen a 55 millas náuticas (102 km) de Terschelling; el barco permaneció a flote y se separó de los demás para regresar a puerto. Los británicos estaban al tanto de los planes alemanes y enviaron a la Gran Flota para enfrentarlos. A las 14:35, el almirante Scheer fue advertido de la aproximación de la Gran Flota y, no dispuesto a entablar combate con toda esta solo once semanas después del incierto choque en Jutlandia, ordenó la vuelta a sus fuerzas y se retiró a los puertos alemanes.
Se produjo otra incursión en el mar del Norte del 19 al 20 de octubre. El 21 de diciembre, el Nassau se encalló en la desembocadura del Elba, aunque pudo liberarse, y las reparaciones se efectuaron en Hamburgo (Alemania) en el astillero Reihersteig hasta el 1 de febrero de 1917. Después de esto, el barco formó parte de la fuerza que partió hacia Noruega del 23 al 25 de abril con el objetivo de interceptar un convoy británico con una gran escolta, aunque la operación se canceló cuando el crucero de batalla Moltke sufrió daños mecánicos y tuvo que ser remolcado de regreso a puerto. El Nassau, el Ostfriesland y el Thüringen se formaron en una unidad especial para la Operación Schlußstein, una ocupación planificada de San Petersburgo (Rusia). El 8 de agosto, el Nassau embarcó consigo doscientos cincuenta soldados en Wilhelmshaven y luego partió hacia el Báltico. Los tres barcos llegaron a dicho mar el 10 de agosto, pero la operación se pospuso y finalmente se canceló. La unidad especial se disolvió el 21 de agosto y los acorazados regresaron a Wilhelmshaven el 23.
El Nassau y sus tres buques hermanos debían haber participado en una última acción a finales de octubre de 1918, días antes de que entrara en vigor el Armisticio del 11 de noviembre. La mayor parte de la Hochseeflotte debía haber salido de su base en Wilhelmshaven para enfrentarse a la Gran Flota británica; Scheer, ahora gran almirante (Großadmiral) de la flota, tenía la intención de infligir el mayor daño posible a la armada británica, para mejorar la posición negociadora de Alemania, a pesar de las bajas esperadas. Esta operación hizo pensar a muchos marineros cansados de la guerra que el proceso de paz se interrumpiría y prolongaría la lucha. En la mañana del 29 de octubre de 1918, se dio la orden de zarpar desde Wilhelmshaven al día siguiente, y en consecuencia al malestar de la tripulación, cuando cayó la noche desde ese mismo día, los marineros del Thüringen y luego de varios otros acorazados se amotinaron. Los disturbios finalmente obligaron a Hipper y a Scheer a cancelar la operación.

## Últimos años
Tras el colapso del Imperio alemán en noviembre de 1918, gran parte de la Hochseeflotte fue internada Scapa Flow. El Nassau y sus tres buques hermanos no estaban entre los barcos incluidos en la lista de internamiento, por lo que permanecieron en los puertos alemanes. Durante este período, de noviembre a diciembre, Hermann Bauer se desempeñó como comandante del barco. El 21 de junio de 1919, el contralmirante Ludwig von Reuter, bajo la impresión errónea de que el Armisticio expiraría al mediodía de ese día, ordenó echar a pique a todos los barcos para evitar que los británicos los tomaran. Como resultado, los cuatro acorazados de la clase Nassau fueron cedidos a las diversas potencias aliadas como reemplazos de los barcos que habían sido hundidos. El Nassau fue adjudicado a Japón el 7 de abril de 1920, aunque estos no necesitaban el barco, por lo que lo vendieron en junio de 1920 a una empresa británica como desguace, lo que se llevó a cabo finalmente en Dordrecht (Países Bajos).